# Bojan Adamič
Bojan Adamič, slovenski skladatelj, dirigent in aranžer, * 9. avgust 1912, Ribnica, Slovenija, † 3. november 1995, Ljubljana, Slovenija.
Bojan Adamič je bil vsestranski glasbeni ustvarjalec, znano je njegovo delo na področju zabavne in filmske glasbe, manj pa je znano njegovo ustvarjanje na področju fotografije.

## Življenjepis
Rodil se je očetu Antonu in materi Mariji (roj. Nosan).

### Izobrazba
Bojan Adamič je obiskoval OŠ v Ribnici in OŠ Ledina v Ljubljani ter gimnazijo Poljane, kjer je maturiral leta 1931. S 13 leti se je vpisal na Državni konservatorij za klavir (srednja glasbena šola) in končal orgle pri prof. Premrlu, trobento pri prof. Karasu in deloma kompozicijo pri prof. Ostercu. Junija 1941 je diplomiral iz klavirja pri prof. Ravniku leta 1941 na Glasbeni akademiji v Ljubljani, ko je za diplomski izpit igral Lisztov prvi klavirski koncert. Na Pravni fakulteti je opravil prvi državni izpit in absolutorij.
Med drugo svetovno vojno je finančno podpiral protifašistično slovensko odporniško gibanje. Leta 1943 se je pridružil slovenskim partizanom, kjer je bil tudi ranjen v napadu Nemcev in bil premeščen v štab, kjer je skrbel za glasbo, ki jo je takrat oddajal Radio Osvobodilne fronte. Med vojno je spoznal bodočo ženo Barbaro Černič. Imela sta hčerko Alenko Adamič.

### Glasbeno ustvarjanje
Glasbena pot Bojana Adamiča se je začela že v zgodnjih otroških letih v Ribnici. Prvega svojega glasbenega podviga se spominja takole: »Naj povem, kako je prišlo do mojega dirigiranja z metlo. Pri sosedovih, in sicer pri brivcu Juvancu, so ustanovili godbo na pihala. Dobili so inštrumente, tudi note so od nekod prišle in začeli so vaditi. Niso pa imeli dirigenta, najbrž se jim ni zdel potreben, kot tudi danes misli veliko nespametnih glasbenikov. Ker pa za Slovence velja, kar zadeva slogo, nekaj natančno določenih pravil, se tudi godba ni mogla nikakor zediniti, kateri tempo bi bil pravilen - recimo - za koračnico. Vsak je ubral svoj tempo in tako do konca niso prišli skupaj. Potrebovali so torej nekoga, ki bi jim pomagal držati enakomeren in za vse veljaven ritem.« Mali Bojan je bil njihov zvesti poslušalec, ki ni nikoli zamudil nobene »glasbene ure«. Dirigenta niso imeli, pa se je nekdo domislil in potisnil malemu poslušalcu metlo v roke. Fantič je stal sredi sobe in z metlo vneto tolkel po tleh; menda kar dobro.
Pri 15 letih je že igral na orgle, ki so bile njegov najljubši inštrument, v ljubljanski Jožefovi cerkvi. Ker pa je maše rad malo prikrojil po svoje, je bila cerkev vedno polna. Bojan Adamič je namreč dodajal melodije iz takratnih filmov.
Leta 1930, ko mu je bilo 18 let, je postal član skupine Ronny, kjer je igral harmoniko in saksofon. Potem pa je kot član velikega jazzovskega orkestra, ki je pred vojno igral v blejskem Kazinu, v manjši zasedbi igral pogosto v letoviščih in zdraviliščih, kot so Rogaška Slatina, Kaštel pri Splitu, Dobrna, Rimske Toplice.
V času vojne okupacije je Bojan Adamič še nastopal s svojim plesnim orkestrom v Ljubljani in zaslužek od koncertov, ki jih je prirejal, je šel v korist OF. Septembra 1943 je odšel v partizane in se vključil v Ljubljansko brigado in sprejel ilegalno ime Gregor. V času vojne so v četah ustanavljali kulturniške skupine. Tista, v kateri je deloval Bojan Adamič, je imela pevski kvartet, dva harmonikarja – to sta bila Adamič in Golob, ter recitatorja. Spomladi 1944 pa o ga poklicali v glavni štab, da bi organiziral godbo na pihala, vendar je opravljal potem več funkcij in Jože Javoršek zatrjuje, da si »Radia osvobodilne fronte brez Bojana niti predstavljati ne morem. Povsod je bil uporaben, od tega, da je z igranjem klavirja mašil program našega radia, pa do ustvarjanja novih skladb.«  Godba glavnega štaba je bila spočetka številčno majhna, v njej je bilo komaj deset, enajst ljudi, ki pa so začeli vaditi takoj, ko so se zbrali. Pozneje se je pridružila partizanom še hrastniška rudarska godba. Nastopali sta obe godbi, rudarsko, ki se je imenovala godba VII. Korpusa, je vodil Jože Brun, drugo, godbo Glavnega štaba, pa Bojan Adamič in Drago Lorbek. Iz nje je po osvoboditvi Ljubljane nastal Vojaški orkester Ljubljana.
Njegov pravi umetniški vzpon se je začel takoj po vojni, ko je kot zrel in izkušen glasbenik razvijal slovensko zabavno glasbo in iskal nove možnosti in poti. Postal je utemeljitelje in vizionar slovenske zabavne glasbe, popevke, šansona, izredno veliko je ustvarjal na področju filmske in scenske glasbe. Adamičev opus je postal pojem za ustvarjalnost na področju zabavne glasbe po vsej bivši Jugoslaviji. Njegov umetniški opus, na katerega je bil lahko ponosen, je bil spodbuda mladim nadarjenim glasbenikom, za katere je imel vedno čas in posluh. Bojan Adamič je izkoristil priložnost in se usmeril v jazz: »Takoj v začetku sem uvedel svoj slog: vse partizanske koračnice sem pisal kot evergreene, s tem da je bil v sredini refren. To je bilo nekaj čisto novega. Že med vojno sem z jazzom »okužil« vodstvo, ki je bilo ponosno, da ima zelo dober vojaški ansambel. Po osvoboditvi sem zbral vse glasbenike, ki so se vrnili v Ljubljano. Tako je nastal ansambel, ki je bil jedro Plesnega orkestra Radia Ljubljana, bolj znan kot Big Band. Seveda smo takoj začeli igrati jazz.« Posledica koncerta v Beogradu in izvajanja ameriške glasbe je bila kazen: Bojana Adamiča so z državnim dekretom, tik pred sporom z Informbirojem, poslali na delo v Albanijo. »Ker sem se ukvarjal z lahko atletiko, so me v Tirani določili za profesorja telovadbe…
Njegova velika zasluga je tudi v tem, da se mu je posrečilo izoblikovati profesionalno glasbeno telo – Plesni orkester RTV Ljubljana – in ga tudi popeljati v evropski vrh. Ko so si s koncerti v Jugoslaviji pridobili ugled, so jih vabili na turneje po Poljski, Madžarski in Sovjetski zvezi.
Bojana Adamiča pa so tudi drugi orkestri po vsej državi sprejeli z odprtimi rokami:
- sodeloval je v z orkestri v Beogradu, Novem Sadu, Prištini, Sarajevu, Zagrebu, Tirani,
- pisal in dirigiral je simfoničnemu orkestru in zboru Dom-a JLA v Beogradu (1962–1966 stalen gost dirigent),
- kot potujoči dirigent je sodeloval na raznih festivalih, kot so (bili)  Mariborska jesen, Melodije Istre in Kvarnerja, Beograjska pomlad, Vesela jesen, festivali v Opatiji, Skopju, Prištini, Subotici in so potekali po Jugoslaviji in Evropi, ter Sovjetski zvezi.

Adamič je vedno imel delo na vseh koncih in nikoli ni bil brez obveznosti. Medtem ko so njegovi skladateljski kolegi prezirljivo gledali na filmsko glasbo, se je sam z mladostnim žarom posvetil zvoku s celuloidnega traku. V svoji karieri je naredil več kot 200 zvočnih posnetkov za prav toliko filmov, občasno je postavljal svetovne rekorde: za film Sam je glasbo napisal v 24 urah, in to v času, ko je tako delo po navadi trajalo tudi po šest mesecev! pisal je glasbo za filme za Madžare, Norvežane, Nemce, Ruse, Francoze, Švicarje in Američane obeh celin in seveda za Jugoslovane in Slovence.
Pisal je prav vse zvrsti glasbe od resne, komorne in folklorne, do samospevov, šansonov, popevk, lahke orkestralne glasbe, scenske glasbe za gledališča in opero (Moje ljubljeno mesto), za lutke (Žogica Marogica, Zvezdica zaspanka), glasbo za radijske igre, za otroške igre, za Veseli tobogan. Napisal je muzikal Sneguljčica in priredbe za mnoge pihalne orkestre. Naslanjal se je na folklorne elemente in to ne samo na slovenske. Napisal je vrsto aranžmajev in priredb lastnih in tujih pesmi za plesni in simfonični orkester ter za jazzovske in zabavne ansamble.
Bojan Adamič pa je bil tudi izvrsten pianist, saj je imel nešteto samostojnih koncertov in koncertov s simfoničnim orkestrom. Poleg glasbe in hitrih avtomobilov znamke Alfa Romeo, je bil velik prijatelj fotografije, saj se je z njo ukvarjal že od gimnazijskih let. Neprecenljivo zbirko vsekakor predstavljajo fotografije, oz. diapozitivi pustnih mask, predvsem kurentov iz Ptujskega polja. Leta 2003 je izšla monografija »Zven maske, fotografske mojstrovine Bojana Adamiča« ob istočasni razstavi njegovih fotografij na Ptuju in kasneje tudi v različnih slovenskih mestih in v tujini.
Ob koncu življenjske poti je napisal tudi glasbo Requiem Frana Milčinskega in leta 1995 svojo poslednjo prelepo glasbo za kratkometražni film »Neme podobe slovenskega filma«.
Zveza Slovenskih godb podeljuje priznanje Bojana Adamiča  od leta 1999. Godbi in pihalnim orkestrom je bil Bojan zvest vse svoje življenje in je za njih napisal izredno veliko skladb, povezoval jih je s šansonom, pa z muzikalom.
Junija 2000 so njegovi rojstni hiši v Ribnici odkrili spominsko ploščo. Bojan Adamič je bil vedno ponosen, da je bil rojen v Ribnici in je imel doma tudi ribniško zastavo, katero je postavil na častno mesto. Njegovo ime je sedaj vklesano tudi v spomenik v ribniškem parku.

### Zaposlitev
- Vodja Glasbenega oddelka in pomočnik direktorja na RTV Ljubljana
- Dirigent Plesnega orkestra RTV Ljubljana (PORL)
- Direktor Glasbene produkcije

V pokoj je odšel leta 1981.

### Javno delovanje na področju glasbenega ustvarjanja
- Predsednik skladateljev lahke glasbe Jugoslavije
- Predsednik in kasneje član predsedstva Zveze skladateljev Jugoslavije (SOKOJ)
- Predsednik Društva Slovenskih skladateljev
- Član številnih komisij, ki so delovale na področju glasbe
- Član žirij na mnogih glasbenih festivalih doma in v tujini

### Od kod ime mojster
Bojan Adamič se spominja: »Menda je bilo to devetintridesetega leta, ko sem bil star 27 let. Takrat je izhajala knjižna zbirka Sodobniki in mojstri, jaz pa sem imel že svoj ansambel. S fanti smo vadili in vadili, vendar nikakor ni šlo. Ko sem jih imel zadosti, sem jim zabrusil: - Sodobniki ste že, sodobniki, mojstri pa na noben način! Potem so me krstili za mojstra in ime se me je brž prijelo."
Napisal je več kot 200 skladb za slovenske in tuje filme. Pisal je tudi popularno glasbo in jazz. Med drugimi je napisal prve Planiške fanfare, sicer instrumentalno priredbo pesmi Oj, Triglav, moj dom za Planico.
Dobil je tri zlate nagrade za filmsko glasbo v Pulju, nagrado JRT  za scensko glasbo, Prešernovo nagrado za ustvarjalni opus v filmu in zabavni glasbi leta 1979 in Ježkovo nagrado za zabavno glasbo 1990 ter leta 1992 nagrado viktor za življenjsko delo.

### Uboj
31. avgusta 1950 je v hrbet ustrelil Zdravka Rusa, ki je bil prijatelj Adamičeve mladoletne ljubice Brede Kruh in nečak Josipa Rusa. 30. decembra istega leta se je pričelo sojenje, na katerem je bil zaradi uboja iz malomarnosti obsojen na pogojno kazen enega leta zapora.

## Dela
- Koncert za klavir (1948)
- balet Naše ljubljeno mesto (1959)
- Suita za klarinet in godala v 4 stavkih (1963)
- muzikal Sneguljčica (1996)
- Simbioza za orgle in pihalni orkester
- Requiem

### Popevke in šansoni
- Beli kurir
- Ko boš prišla na Bled
- Očka zdaj iščemo
- To je moj zlati sin
- Ribničan

### Scenska glasba za drame
- William Shakespeare: Romeo in Julija
- William Shakespeare: Macbeth
- William Shakespeare: Hamlet
- William Shakespeare: Sen kresne noči
- Ivan Cankar: Bela Krizantema
- P. Golie: Jurček
- A. T. Linhart: Ta veseli dan ali Matiček se ženi

### Filmska glasba
- Vesna (1953)
- Jara gospoda (1953)
- Trenutki odločitve (1955)
- Ples v dežju (1961)
- Lažnivka (1965)
- Valter brani Sarajevo (1972)
- Odpisani (film in serija) (1974...)
- Partizanska eskadrilja (1979)